# 大帷
大帷（おおかたびら）
(1)装束の下に着る衣のひとつ。汗を取るために着る帷である。汗取りともいう。その形は単（ひとえ）とまったくおなじで、こぶりで、みじかいものであった。単と異なり麻布を用いる。中世にはその名のとおり、夏だけ単にかさねて着たものであったが、のちに四季を通じて衣紋を保たせるために着て、通例、夏は赤、冬は白帷であった。色目にはふるくから白、萌黄、香、（「玉葉」）藍、摺、紅、赤（「山槐記」）浅黄（「枕草紙」「玉葉」）などであった。
(2)武家で、糊を強くひいた白布で仕立て、単の直垂の下に重ねて着た衣。衣紋を正しくするために、正式の場合に用いられた。形状は、おくみがなく端袖のあるもので、直垂とほぼ同型で胸紐のないものである。
(3)公家室町時代より単、衵（あこめ）、下襲などを略して、この帷に下襲と単の襟をつけ、あるいは単の袖の生地を端袖として縫いつけ、これらを重ねたようにみせかけたもの。形状は、おくみがなく(近世にはおくみのあるものもある)、前述のように単の生地の端袖のあるもので、(2)の武家の大帷に似た形をしており、そこから派生した可能性が高い。室町後期の記録に単の襟の貸し借りの記事があるのは、大帷子にぬいつけるためのものである。なお単には端袖はないから、大帷のほうが単より裄が長い。
　最古の遺品は上杉神社所蔵の室町末期のものであるが、その形状は近世のものとかわらない。ついで林原美術館に江戸時代初期のものがある。近世では、冬は白い麻で作り、襟に表白裏黒の下襲の生地と紅単の生地を重ねて縫いつけ、袖に紅単の生地を足す。夏は薄紅の麻で作り、襟に紗の下襲の生地と紅単の生地を重ね、袖に紅単の生地を足す。
　なお、賀茂祭においては近年までこの大帷子が用いられたが、最近は裄を単と同じにしたものが使われている。